# Многоквартирный дом

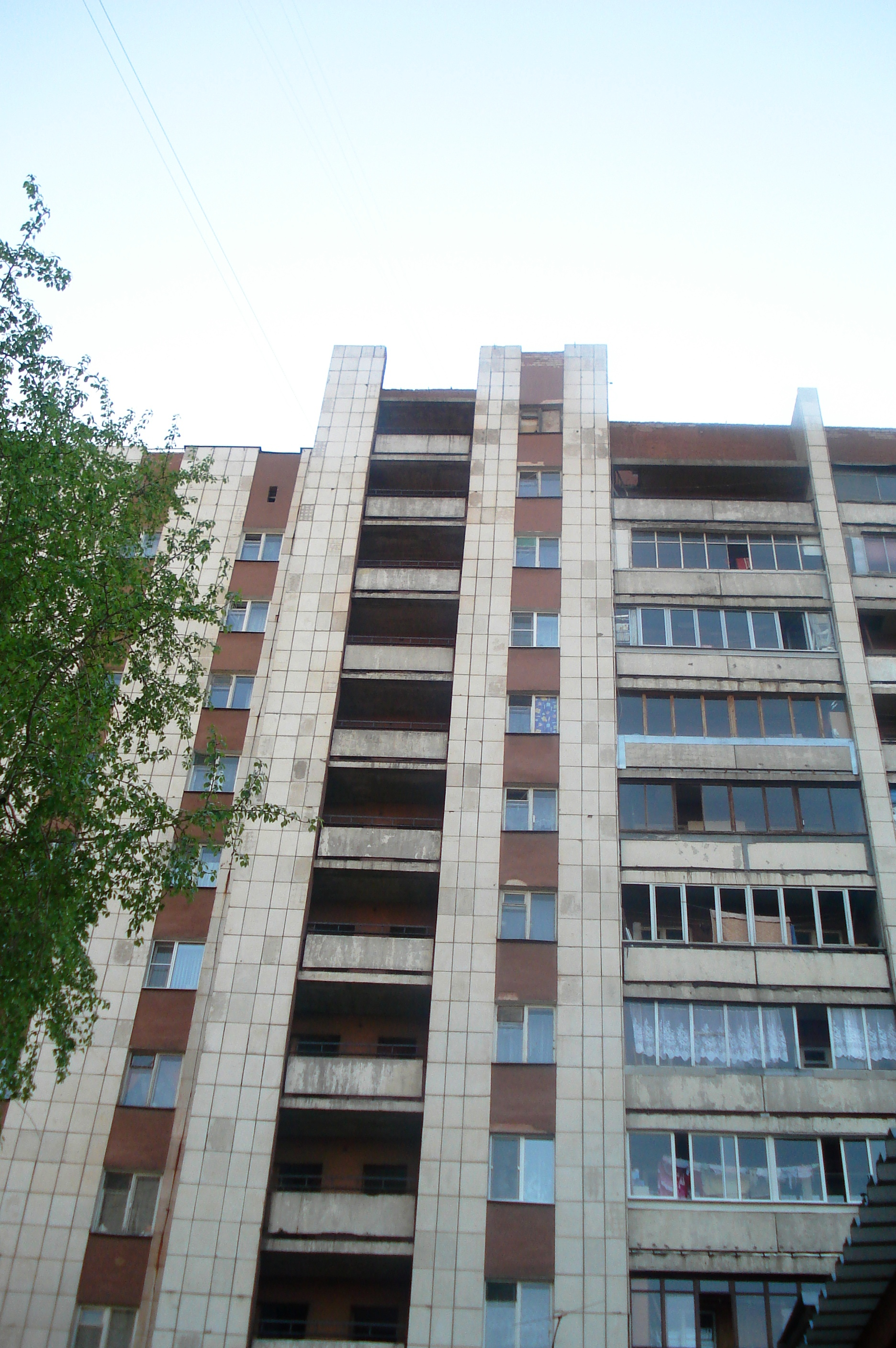
Многоквартирный дом

Многоквартирный дом — здание, в котором расположены жилые помещения (квартиры), нежилые помещения, места общего пользования (напр., лестничная клетка), общедомовое имущество.

## История
Многоквартирные дома (инсулы) впервые появились в Древнем Риме.
В Европе практика строительства многоквартирных арендных домов возродилась в середине XVII века. Стоимость аренды квартир зависела от этажа, на котором они располагались: чем выше, тем дешевле.

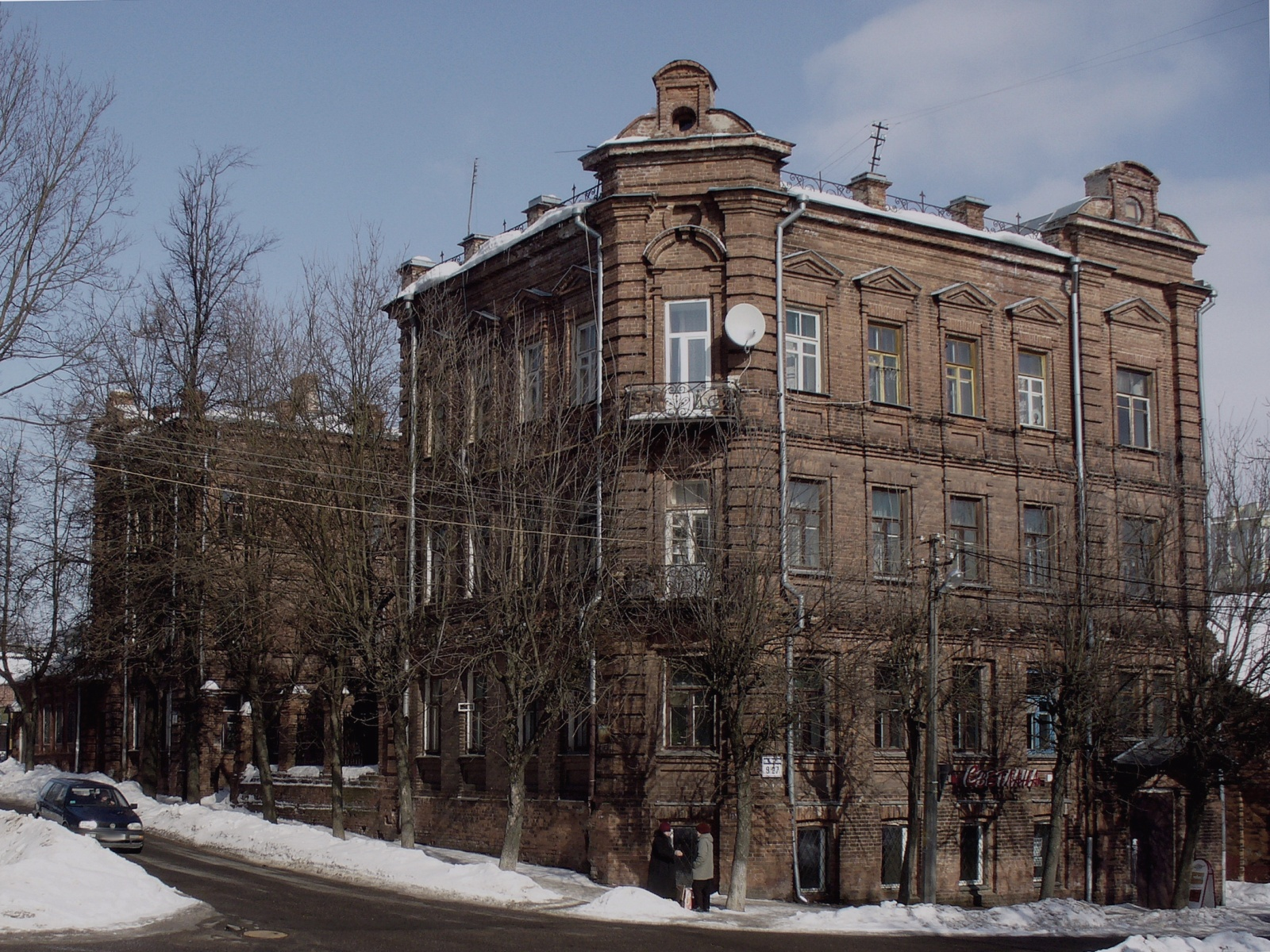
Бывшие доходные дома постройки конца XIX — начала XX века в Витебске

Утверждение капиталистических отношений с начала XIX века стимулировало строительство доходных домов с квартирами, сдаваемыми внаем.
Помимо многоквартирных домов для рабочих, во многих европейских городах во второй половине XIX века стали появляться дома с арендными квартирами для среднего класса и высшего класса. К 1880 гг. благодаря появлению таких технических новинок, как лифт, популярность жилища этого типа значительно возросла.
Самый длинный дом мира длиной почти 3 километра находится в Луцке (Украина) и занимает сразу два проспекта — Соборности и Молодежи, построен 1970-1980-х годах. 
Самый большой и вместительный жилой дом в мире (площадь — 260 тыс. м², 12 тыс. квартир) построили в Китае: комплекс под названием Regent International Center находится в деловом центре города Ханчжоу, недалеко от Шанхая.

## Многоквартирный дом с архитектурной точки зрения
Многоквартирные дома могут иметь самое разное количество этажей. В зависимости от соотношения высоты и длины здания многоквартирные дома делятся на протяженные и точечные. Точечные или башенные дома имеют большую высоту, чем длину. Как правило, они имеют только один подъезд.
В зависимости от того, как люди попадают в квартиры, дома делятся на несколько видов. 

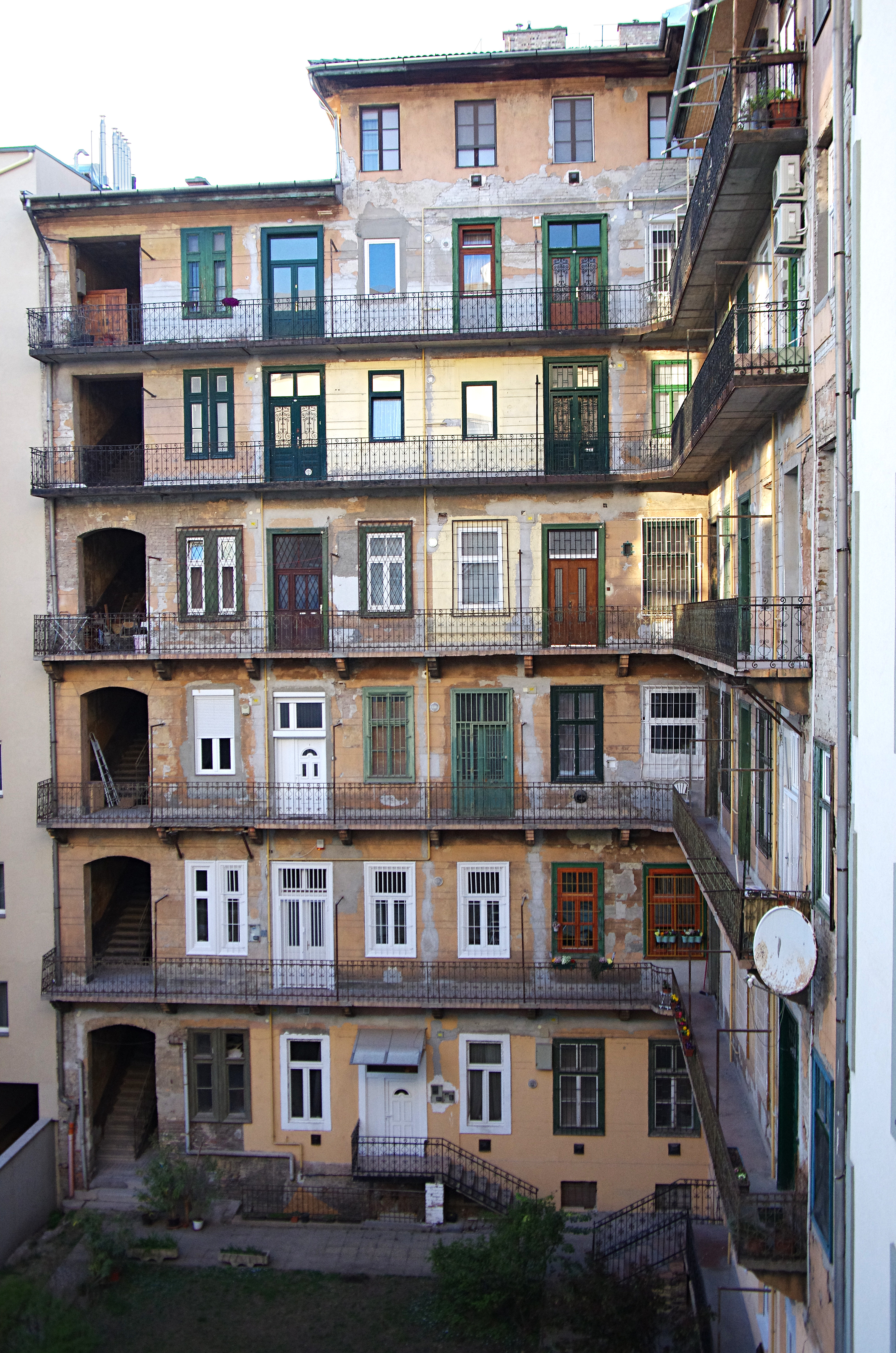
Многоквартирный дом галерейного типа в Будапеште

Секционные дома — дом состоит из нескольких секций и, соответственно, подъездов. В каждой секции своя лестничная клетка, возможно, с лифтом. На каждом этаже есть лестничная площадка, с которой заходят в квартиры. В России и на постсоветском пространстве секционные дома являются преобладающим видом многоквартирных домов. По секционному принципу построены хрущёвки, большинство сталинок. 
Галерейные дома — вокруг дома или по одной его стороне идет галерея, с которой входят в квартиры. Устраивается одна лестничная клетка, в крайнем случае, две — по торцам. Такие дома встречаются обычно в местностях с достаточно теплым климатом.
Коридорный дом — в квартиры попадают по внутреннему коридору. Лестничных клеток обычно несколько, все они ведут в один общий коридор. В России и на постсоветском пространстве типичными представителями коридорных домов являются дома с большим количеством малогабаритных квартир: малосемейки и гостинки.

## Многоквартирный дом с юридической точки зрения в праве России
Многоквартирным домом признается совокупность двух и более квартир, имеющих самостоятельные выходы либо на земельный участок, прилегающий к жилому дому, либо в помещения общего пользования в таком доме. Многоквартирный дом содержит в себе элементы общего имущества собственников помещений в таком доме в соответствии с жилищным законодательством.
«Квартира» (в определении ЖК РФ ч.3, ст.16): «Квартирой признается структурно обособленное помещение в многоквартирном доме, обеспечивающее возможность прямого доступа к помещениям общего пользования в таком доме и состоящее из одной или нескольких комнат, а также помещений вспомогательного использования, предназначенных для удовлетворения гражданами бытовых и иных нужд, связанных с их проживанием в таком обособленном помещении.»
Многоквартирный дом состоит из:
- жилых помещений (квартир или комнат, если это общежитие). Помещения могут принадлежать на праве собственности как физическим, так и юридическим лицам — частным или государственным организациям.
- нежилых помещений (как правило, помещения, расположенные на первых этажах зданий, и принадлежащие различным юридическим лицам или гражданам).
- Иные помещения, не являющиеся частями квартир и обслуживающие более одного помещения, в том числе лестничные площадки, лифты, чердаки и подвалы, в которых имеется инженерное оборудование, обслуживающее более одного помещения, ограждающие и несущие конструкции, земельный участок, на котором расположен многоквартирный дом и иное общее имущество собственников помещений в многоквартирном доме.
- инженерные системы и коммуникации.

Полный список общего имущества в многоквартирном доме для каждого типа здания индивидуален. Например, в одних домах есть лифт, в других нет, один дом снабжён системой дымоудаления и противопожарной автоматикой, а другой — нет по причине малоэтажности и т. д. Дома до 9 этажей могут быть газифицированы, более высокие дома — нет. Перечень общего имущества в многоквартирном доме в самом общем виде указан в ст.36 Жилищного Кодекса РФ, более подробный перечень имущества, которое в обязательном порядке должно присутствовать в многоквартирном доме указан в Постановлении Правительства РФ от 13 августа 2006 г. № 491. Помимо Жилищного Кодекса РФ и Постановления Правительства РФ состав общего имущества, конкретно для дома, определяется самими жителями, органами местного самоуправления и органами государственной власти.
Многоквартирный дом как объект недвижимого имущества — это долевая собственность лиц — собственников помещений в таком доме. Долевой собственностью следует считать на том основании, что их доли могут быть определены на основании закона.
Иными словами, доля в праве собственности на общее имущество в многоквартирном доме пропорциональна площади помещения каждого конкретного собственника.     
Например, площадь всех квартир в многоквартирном доме составляет 4800 м², а коммерческих помещений (магазинов, офисов и иного) — 200 м². Итого: 5000 м². Собственник квартиры площадью 100 м², или 2 % от всех площадей в доме является собственником 2 % земельного участка, оформленного на многоквартирный дом, всех канализационных и водопроводных труб, стен, балок, фундамента и всего остального, что не принадлежит кому бы то ни было на праве собственности в данном здании.
Несмотря на долю в праве общей собственности, собственник помещения (квартиры или коммерческого помещения) не может выделить свою долю в натуре. Это означает, что неправомерно будет собственнику квартиры сказать, а тем более осуществить действия по захвату части лестничной площадки или лифта, либо без соответствующего решения общего собрания собственников помещений в многоквартирном доме использовать чердак, крышу, подвал, или иное помещение, относящиеся к общему имуществу, под свои цели — кладовка, мастерская или ещё что-то.
Управление многоквартирным домом осуществляется на основании договора (Статья 162 Жилищного кодекса РФ).

## Права и обязанности собственников помещений в многоквартирных домах
Собственники помещений пользуются и распоряжаются в установленных законом рамках общим имуществом в многоквартирном доме. Так например каждый использует мусоропровод, водопровод, отопление, электричество и прочие коммунальные блага современного дома, также как помещения общего пользования — коридоры, подъезды и лестницы — по праву собственника, наймодатели предоставляют такое права своим нанимателям.
Используя помещения и инженерные сети жители тем самым их изнашивают, т. н. нормативный (естественный) износ и к определённому технической документацией на дом сроку должен быть произведён ремонт и/или замена объекта использования (условно, трубы или конструкции). Данное вытекает из требования Гражданского Кодекса РФ и конкретно из ст.39 ЖК РФ.
Сложившийся механизм управления и эксплуатацией общего имущества и закреплённый Жилищным Кодексом РФ позволяет собственникам не заниматься отслеживанием сроков ремонта и ремонтом общего имущества, а нанимать специализированные организации, имеющие лицензию на производство работ по электрике, обследованию и дальнейшему ремонту несущих, поддерживающих и прочих конструкций дома.
На практике это реализуется тремя путями (через общее собрание собственников помещений):
- заключение договора управления с управляющей организаций — наиболее простой для жителей-собственников вариант;
- создание ТСЖ;
- непосредственное управление собственниками помещений в многоквартирном доме.

В случае выбора ТСЖ, уставом этой некоммерческой организации могут быть предусмотрены дополнительные права и обязанности для членов ТСЖ.